# Pellorneum poliogene
Pellorneum poliogene és una espècie d'ocell de la família dels pel·lornèids (Pellorneidae) que es troba al nord i al centre de Borneo. Abans es considerava una subespècie de la matinera cuacurta (Pellorneum malaccense).

## Taxonomia i etimologia
Pellorneum poliogene va ser descrit formalment el 1849 pel naturalista anglès Hugh Edwin Strickland basant-se en un exemplar recollit a Borneo. El va situar amb el alacurt del gènere Brachypteryx i va establir el nom binomial Brachypteryx poliogenis. L'epítet específic combina el grec antic «polios» que significa “gris” i «genus» que significa “galta”.
Pellorneum poliogene ha estat traslladada al gènere Pellorneum, introduïda el 1832 pel naturalista anglès William Swainson. Abans es tractava com una subespècie de la matinera cuacurta (Pellorneum malaccense), però a causa de les diferències vocals i genètiques, ara es tracta com una espècie separada. L'espècie es considera monotípica: no es reconeix cap subespècie.